# Partido Popular Monárquico

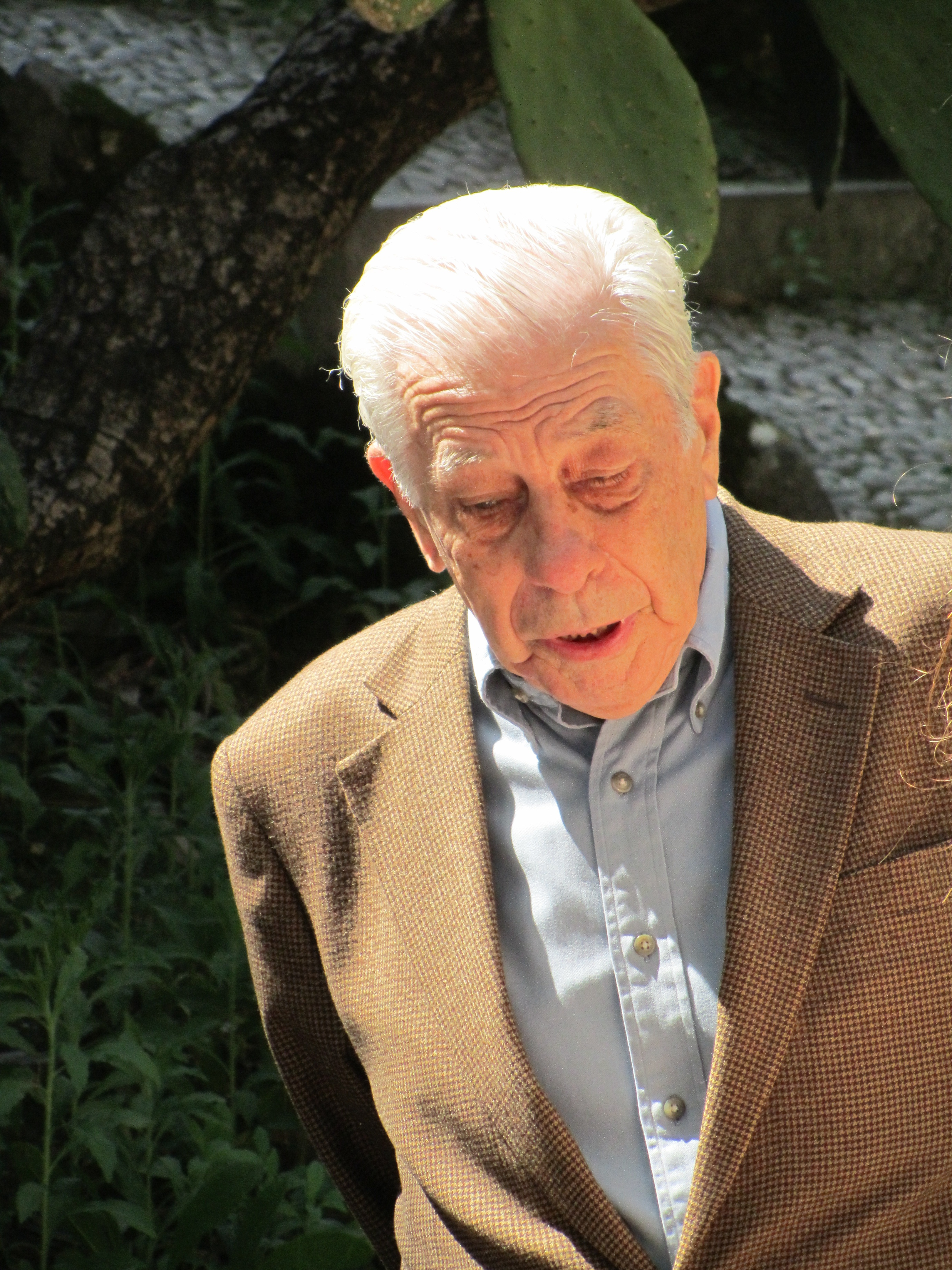
Gonçalo Ribeiro Telles, fundador do PPM e Ministro da Qualidade de Vida durante a AD

O Partido Popular Monárquico (PPM) é um partido político português do centro político, inspirado pelo ecologismo, o humanismo, a democracia-cristã, o municipalismo e o regionalismo. Foi fundado em 23 de maio de 1974, por Gonçalo Ribeiro Telles.
Nas eleições legislativas de 2025, o Partido Popular Monárquico assumiu publicamente uma linha política imigracionista, defendida tanto pelo presidente da Comissão Política Nacional, Gonçalo da Câmara Pereira, como pelo secretário-geral, Paulo Estêvão. O partido advogou a continuidade e o reforço da vinda de imigrantes oriundos do chamado terceiro mundo para colmatar carências laborais em setores como a agricultura e o turismo, associando tal estratégia a uma suposta tradição histórica portuguesa de acolhimento, e rejeitando leituras que imputam à sua proposta intenções de engenharia demográfica ou substituição populacional.

## História
Em 23 de maio de 1974, foi fundado o PPM, no qual Francisco Rolão Preto assumiu a Presidência do Diretório e do Congresso. Desde essa data, que a liderança do partido foi entregue a Gonçalo Ribeiro Telles, que em 1993 o abandona para fundar outra organização: Movimento Partido da Terra (MPT).
Em 1979, o CDS propôs a criação de uma frente eleitoral ao Partido Social Democrata e ao Partido Popular Monárquico. Essa proposta deu origem à Aliança Democrática, conhecida por AD, que, liderada por Francisco Sá Carneiro (PSD), venceu as eleições legislativas de 1979 e de 1980. Nos governos da AD, o PPM foi representado por alguns ministros e secretários de estado, entre os quais o presidente do partido, Gonçalo Ribeiro Telles, que foi nomeado Ministro de Estado e da Qualidade de Vida no VII Governo Constitucional.
Em 2005, o PPM foi representado por dois deputados na Assembleia da República (Miguel Pignatelli Queiroz e Nuno da Câmara Pereira), que concorreram nas listas do PSD nas eleições legislativas de 2005, situação que não se verificava desde a dissolução da AD.

## Atualidade
Nas eleições legislativas regionais dos Açores de 2008, o PPM conseguiu eleger um deputado, pela ilha do Corvo, Paulo Estêvão, que foi reeleito pelo mesmo círculo eleitoral nas eleições legislativas regionais dos Açores de 2012, eleições legislativas regionais dos Açores de 2016. Nas eleições legislativas regionais dos Açores de 2020, elegeu um segundo deputado pela ilha das Flores e integrando, pela primeira vez, um Governo Regional, tendo ficado com a Secretaria Regional das Pescas e do Mar, e nas Eleições legislativas regionais nos Açores em 2024, voltou a eleger apenas um único deputado pela ilha do Corvo, e integrando pela segunda vez, um Governo Regional, tendo ficado com a Secretaria Regional dos Assuntos Parlamentares e Comunidades.
Para as eleições legislativas de 2019 o PPM concorreu em todos os círculos eleitorais, exceto Portalegre, incluindo membros do movimento Democracia 21.
Em 2020, estabeleceu acordo de coligação nos Açores com o PSD e o CDS-PPM, permitindo a formação do XIII Governo Regional dos Açores e também do XIV Governo Regional dos Açores.
Em 2024 o PPM junta-se ao PSD e ao CDS para uma reedição da Aliança Democrática para os três atos eleitorais do ano: Legislativas, Europeias e Regionais Açorianas.
Em 2025 o PPM vai a votos nas Eleições legislativas regionais na Madeira, concorrendo isoladamente nessa região autónoma pela primeira vez.
Enquanto isso, nos parâmetros nacionais, perto da queda do governo da Aliança Democrática, o partido anunciou que continuaria a apoiar Luís Montenegro nas próximas eleições legislativas, contudo o PPM não integrou a coligação AD para as eleições legislativas nacionais de 2025 porque não lhe foi assegurado um lugar elegível nas listas da coligação. Quanto às eleições presidenciais, o PPM anunciou que apoiaria uma eventual candidatura de Gouveia e Melo.

## Deputados eleitos em 1979 e 1980
- Luís Filipe Ottolini Bebiano Coimbra
- Henrique José Barrilaro Fernandes Ruas
- Gonçalo Pereira Ribeiro Teles
- Augusto Martins Ferreira do Amaral
- António Ressano Garcia Cardoso Moniz
- António José Borges Gonçalves de Carvalho

## Resultados Eleitorais

### Eleições legislativas
| Data | Líder                     | Cl.                                     | Votos                                   | %                                       | +/-                                     | Deputados | +/-     | Status            | Notas                        |
| ---- | ------------------------- | --------------------------------------- | --------------------------------------- | --------------------------------------- | --------------------------------------- | --------- | ------- | ----------------- | ---------------------------- |
| 1975 | Gonçalo Ribeiro Telles    | 10.º                                    | 32 526                                  | 0,57 / 100,00                           |                                         | 0 / 250   |         |                   |                              |
| 1976 | Gonçalo Ribeiro Telles    | 10.º                                    | 28 320                                  | 0,52 / 100,00                           | 0,05                                    | 0 / 263   | Estável | Extra-parlamentar |                              |
| 1979 | Gonçalo Ribeiro Telles    | Aliança Democrática                     | Aliança Democrática                     | Aliança Democrática                     | Aliança Democrática                     | 5 / 250   | 5       | Governo           |                              |
| 1980 | Gonçalo Ribeiro Telles    | Aliança Democrática                     | Aliança Democrática                     | Aliança Democrática                     | Aliança Democrática                     | 6 / 250   | 1       | Governo           |                              |
| 1983 | Gonçalo Ribeiro Telles    | 6.º                                     | 27 635                                  | 0,48 / 100,00                           |                                         | 0 / 250   | 6       | Extra-parlamentar |                              |
| 1985 | Gonçalo Ribeiro Telles    | Nas listas do PS                        | Nas listas do PS                        | Nas listas do PS                        | Nas listas do PS                        | 1 / 250   | 1       | Oposição          |                              |
| 1987 | Gonçalo Ribeiro Telles    | 10.º                                    | 23 218                                  | 0,41 / 100,00                           |                                         | 0 / 250   | 1       | Extra-parlamentar |                              |
| 1991 | Nuno Cardoso da Silva     | 9.º                                     | 25 216                                  | 0,44 / 100,00                           | 0,03                                    | 0 / 230   | Estável | Extra-parlamentar |                              |
| 1995 | Fernando de Sá Monteiro   | Coligação Ecologia e Futuro (com o MPT) | Coligação Ecologia e Futuro (com o MPT) | Coligação Ecologia e Futuro (com o MPT) | Coligação Ecologia e Futuro (com o MPT) | 0 / 230   | Estável | Extra-parlamentar |                              |
| 1999 | Miguel Pignatelli Queiroz | 8.º                                     | 16 522                                  | 0,31 / 100,00                           |                                         | 0 / 230   |         | Extra-parlamentar |                              |
| 2002 | Miguel Pignatelli Queiroz | 8.º                                     | 12 398                                  | 0,22 / 100,00                           | 0,08                                    | 0 / 230   | Estável | Extra-parlamentar |                              |
| 2005 | Miguel Pignatelli Queiroz | Nas listas do PSD                       | Nas listas do PSD                       | Nas listas do PSD                       | Nas listas do PSD                       | 2 / 230   | 2       | Oposição          |                              |
| 2009 | Nuno da Câmara Pereira    | 10.º                                    | 15 262                                  | 0,27 / 100,00                           |                                         | 0 / 230   | 2       | Extra-parlamentar |                              |
| 2011 | Paulo Estêvão             | 12.º                                    | 14 687                                  | 0,27 / 100,00                           | Estável                                 | 0 / 230   | Estável | Extra-parlamentar |                              |
| 2015 | Paulo Estêvão             | 13.º                                    | 14 897                                  | 0,28 / 100,00                           | 0,01                                    | 0 / 230   | Estável | Extra-parlamentar |                              |
| 2019 | Gonçalo da Câmara Pereira | 19.º                                    | 8 431                                   | 0,16 / 100,00                           | 0,12                                    | 0 / 230   | Estável | Extra-parlamentar |                              |
| 2022 | Gonçalo da Câmara Pereira | 23.º                                    | 260                                     | 0,00 / 100,00                           | 0,16                                    | 0 / 230   | Estável | Extra-parlamentar | Concorreu apenas na Madeira. |
| 2024 | Gonçalo da Câmara Pereira | Aliança Democrática                     | Aliança Democrática                     | Aliança Democrática                     | Aliança Democrática                     | 0 / 230   | Estável | Extra-parlamentar |                              |
| 2025 | Gonçalo da Câmara Pereira | 17.º                                    | 5 650                                   | 0,09 / 100,00                           | 0,09                                    | 0 / 230   | Estável | Extra-parlamentar |                              |

### Eleições europeias
| Data | Cabeça de lista           | Cl.                 | Votos               | %                   | +/-                 | Deputados | +/-     |
| ---- | ------------------------- | ------------------- | ------------------- | ------------------- | ------------------- | --------- | ------- |
| 1987 | Miguel Esteves Cardoso    | 6.º                 | 155 990             | 2,77 / 100,0        |                     | 0 / 24    |         |
| 1989 | Miguel Esteves Cardoso    | 5.º                 | 84 272              | 2,03 / 100,0        | 0,74                | 0 / 24    | Estável |
| 1994 | Paula Marinho             | 11.º                | 8 300               | 0,27 / 100,0        | 1,76                | 0 / 25    | Estável |
| 1999 |                           | 7.º                 | 16 182              | 0,47 / 100,0        | 0,20                | 0 / 25    | Estável |
| 2004 | Gonçalo da Câmara Pereira | 7.º                 | 15 454              | 0,45 / 100,0        | 0,02                | 0 / 24    | Estável |
| 2009 | Frederico Duarte Carvalho | 11.º                | 14 414              | 0,40 / 100,0        | 0,05                | 0 / 22    | Estável |
| 2014 | Nuno Correia da Silva     | 11.º                | 17 785              | 0,54 / 100,0        | 0,14                | 0 / 21    | Estável |
| 2019 | Basta!                    | Basta!              | Basta!              | Basta!              | Basta!              | 0 / 21    | Estável |
| 2024 | Aliança Democrática       | Aliança Democrática | Aliança Democrática | Aliança Democrática | Aliança Democrática | 0 / 21    | Estável |

### Eleições presidenciais
| Data | Candidato apoiado         | 1ª Volta                 | 1ª Volta                 | 1ª Volta                 | 2ª Volta                 | 2ª Volta                 | 2ª Volta                 |
| Data | Candidato apoiado         | Cl.                      | Votos                    | %                        | Cl.                      | Votos                    | %                        |
| ---- | ------------------------- | ------------------------ | ------------------------ | ------------------------ | ------------------------ | ------------------------ | ------------------------ |
| 1976 | Nenhum candidato apoiado  | Nenhum candidato apoiado | Nenhum candidato apoiado | Nenhum candidato apoiado | Nenhum candidato apoiado | Nenhum candidato apoiado | Nenhum candidato apoiado |
| 1980 | António Soares Carneiro   | 2.º                      | 2 325 481                | 40,23 / 100,00           |                          |                          |                          |
| 1986 | Nenhum candidato apoiado  | Nenhum candidato apoiado | Nenhum candidato apoiado | Nenhum candidato apoiado | Nenhum candidato apoiado | Nenhum candidato apoiado | Nenhum candidato apoiado |
| 1991 | Basílio Horta             | 2.º                      | 696 379                  | 14,16 / 100,00           |                          |                          |                          |
| 1996 | Nenhum candidato apoiado  | Nenhum candidato apoiado | Nenhum candidato apoiado | Nenhum candidato apoiado | Nenhum candidato apoiado | Nenhum candidato apoiado | Nenhum candidato apoiado |
| 2001 | Nenhum candidato apoiado  | Nenhum candidato apoiado | Nenhum candidato apoiado | Nenhum candidato apoiado | Nenhum candidato apoiado | Nenhum candidato apoiado | Nenhum candidato apoiado |
| 2006 | Nenhum candidato apoiado  | Nenhum candidato apoiado | Nenhum candidato apoiado | Nenhum candidato apoiado | Nenhum candidato apoiado | Nenhum candidato apoiado | Nenhum candidato apoiado |
| 2011 | Nenhum candidato apoiado  | Nenhum candidato apoiado | Nenhum candidato apoiado | Nenhum candidato apoiado | Nenhum candidato apoiado | Nenhum candidato apoiado | Nenhum candidato apoiado |
| 2016 | Marcelo Rebelo de Sousa   | 1.º                      | 2 410 286                | 52,00 / 100,00           |                          |                          |                          |
| 2021 | Gonçalo da Câmara Pereira | Desistiu                 | Desistiu                 | Desistiu                 |                          |                          |                          |

### Eleições autárquicas
(Resultado que excluem os resultados de coligações envolvendo o partido)
| Data | Cl.  | Votos  | %            | +/-     | Presidentes CM | +/-     | Vereadores | +/-     |
| ---- | ---- | ------ | ------------ | ------- | -------------- | ------- | ---------- | ------- |
| 1976 | 8.º  | 7 507  | 0,18 / 100,0 |         | 1 / 304        |         | 3 / 1 908  |         |
| 1979 | 9.º  | 6 162  | 0,12 / 100,0 | 0,06    | 1 / 305        | Estável | 6 / 1 900  | 3       |
| 1982 | 10.º | 11 293 | 0,22 / 100,0 | 0,10    | 1 / 305        | Estável | 5 / 1 913  | 1       |
| 1985 | 7.º  | 23 897 | 0,49 / 100,0 | 0,27    | 0 / 305        | 1       | 3 / 1 975  | 2       |
| 1989 | 15.º | 2 765  | 0,06 / 100,0 | 0,43    | 0 / 305        | Estável | 1 / 1 997  | 2       |
| 1993 | 14.º | 269    | 0,00 / 100,0 | 0,06    | 0 / 305        | Estável | 0 / 2 006  | 1       |
| 1997 | 11.º | 7 129  | 0,13 / 100,0 | 0,13    | 1 / 305        | 1       | 5 / 2 021  | 5       |
| 2001 | 17.º | 294    | 0,01 / 100,0 | 0,12    | 0 / 308        | 1       | 0 / 2 044  | 5       |
| 2005 | 12.º | 1 730  | 0,03 / 100,0 | 0,02    | 0 / 308        | Estável | 0 / 2 046  | Estável |
| 2009 | 13.º | 1 461  | 0,03 / 100,0 | Estável | 0 / 308        | Estável | 0 / 2 078  | Estável |
| 2013 | 18.º | 455    | 0,01 / 100,0 | 0,02    | 0 / 308        | Estável | 0 / 2 086  | Estável |
| 2017 | 25.º | 364    | 0,01 / 100,0 | Estável | 0 / 308        | Estável | 0 / 2 086  | Estável |
| 2021 | 24.º | 988    | 0,02 / 100,0 | 0,01    | 0 / 308        | Estável | 0 / 2 064  | Estável |

| Municípios         | 1976  | 1976 | 1979                | 1979                | 1982                | 1982                | 1985   | 1985 | 1989        | 1989        | 1993 | 1997  | 1997 | 2001    | 2005  | 2005 | 2009            | 2009 | 2013        | 2013 | 2017            | 2021              |
| ------------------ | ----- | ---- | ------------------- | ------------------- | ------------------- | ------------------- | ------ | ---- | ----------- | ----------- | ---- | ----- | ---- | ------- | ----- | ---- | --------------- | ---- | ----------- | ---- | --------------- | ----------------- |
| Elvas              | 1 / 7 | 3.º  | 2 / 7               | 3º                  | Aliança Democrática | Aliança Democrática |        |      |             |             |      |       |      |         | 0 / 7 | 5.º  |                 |      |             |      |                 |                   |
| Lisboa             |       |      | Aliança Democrática | Aliança Democrática | Aliança Democrática | Aliança Democrática | 1 / 17 | 4.º  | PSD-CDS-PPM | PSD-CDS-PPM |      |       |      | PSD-PPM |       |      | PSD-CDS-PPM-MPT |      | PPM-PND-PPV |      | CDS-PPM-MPT     | PSD-CDS-PPM-MPT-A |
| Mesão Frio         |       |      |                     |                     |                     |                     |        |      | 1 / 5       | 3.º         |      |       |      |         |       |      |                 |      |             |      |                 |                   |
| Mêda               |       |      | Aliança Democrática | Aliança Democrática | Aliança Democrática | Aliança Democrática |        |      |             |             |      | 2 / 5 | 2.º  |         |       |      |                 |      | 0 / 5       | 4.º  |                 |                   |
| Penalva do Castelo |       |      |                     |                     |                     |                     |        |      |             |             |      | 3 / 5 | 1.º  |         |       |      |                 |      |             |      | PSD-CDS-PPM-MPT |                   |
| Ribeira de Pena    | 2 / 5 | 1.º  | 4 / 5               | 1.º                 | Aliança Democrática | Aliança Democrática |        |      |             |             |      |       |      |         |       |      |                 |      |             |      |                 |                   |
| Vagos              |       |      |                     |                     | 3 / 7               | 1.º                 | 2 / 7  | 2.º  |             |             |      |       |      |         |       |      |                 |      |             |      |                 |                   |

### Eleições regionais

#### Região Autónoma dos Açores
| Data | Líder         | Cl.                               | Votos                             | %                                 | +/-                               | Deputados     | +/-           | Status            | Notas         |
| ---- | ------------- | --------------------------------- | --------------------------------- | --------------------------------- | --------------------------------- | ------------- | ------------- | ----------------- | ------------- |
| 1976 | Não concorreu | Não concorreu                     | Não concorreu                     | Não concorreu                     | Não concorreu                     | Não concorreu | Não concorreu | Não concorreu     | Não concorreu |
| 1980 | Não concorreu | Não concorreu                     | Não concorreu                     | Não concorreu                     | Não concorreu                     | Não concorreu | Não concorreu | Não concorreu     | Não concorreu |
| 1984 |               | 8.º                               | 41                                | 0,04 / 100,0                      |                                   | 0 / 44        |               | Extra-parlamentar |               |
| 1988 |               | 9.º                               | 162                               | 0,15 / 100,0                      | 0,11                              | 0 / 51        | Estável       | Extra-parlamentar |               |
| 1992 |               | Aliança Democrática-Açores        | Aliança Democrática-Açores        | Aliança Democrática-Açores        | Aliança Democrática-Açores        | 0 / 51        |               | Extra-parlamentar |               |
| 1996 | Não concorreu | Não concorreu                     | Não concorreu                     | Não concorreu                     | Não concorreu                     | Não concorreu | Não concorreu | Não concorreu     | Não concorreu |
| 2000 |               | Convergência Democrática Açoriana | Convergência Democrática Açoriana | Convergência Democrática Açoriana | Convergência Democrática Açoriana | 0 / 52        |               | Extra-parlamentar |               |
| 2004 |               | 6.º                               | 293                               | 0,28 / 100,0                      |                                   | 0 / 52        |               | Extra-parlamentar |               |
| 2008 | Paulo Estêvão | 8.º                               | 423                               | 0,47 / 100,0                      | 0,19                              | 1 / 57        | 1             | Oposição          |               |
| 2012 | Paulo Estêvão | Plataforma de Cidadania           | Plataforma de Cidadania           | Plataforma de Cidadania           | Plataforma de Cidadania           | 1 / 57        | Estável       | Oposição          |               |
| 2016 | Paulo Estêvão | 7.º                               | 866                               | 0,93 / 100,0                      |                                   | 1 / 57        | Estável       | Oposição          |               |
| 2020 | Paulo Estêvão | 6.º                               | 2 431                             | 2,34 / 100,0                      | 1,41                              | 2 / 57        | 1             | Governo           |               |
| 2024 | Paulo Estêvão | PSD/CDS/PPM                       | PSD/CDS/PPM                       | PSD/CDS/PPM                       | PSD/CDS/PPM                       | 1 / 57        | 1             | Governo           |               |

#### Região Autónoma da Madeira
| Data | Líder          | Cl.                     | Votos                   | %                       | +/-                     | Deputados     | +/-           | Status            | Notas         |
| ---- | -------------- | ----------------------- | ----------------------- | ----------------------- | ----------------------- | ------------- | ------------- | ----------------- | ------------- |
| 1976 | Não concorreu  | Não concorreu           | Não concorreu           | Não concorreu           | Não concorreu           | Não concorreu | Não concorreu | Não concorreu     | Não concorreu |
| 1980 | Não concorreu  | Não concorreu           | Não concorreu           | Não concorreu           | Não concorreu           | Não concorreu | Não concorreu | Não concorreu     | Não concorreu |
| 1984 | Não concorreu  | Não concorreu           | Não concorreu           | Não concorreu           | Não concorreu           | Não concorreu | Não concorreu | Não concorreu     | Não concorreu |
| 1988 | Não concorreu  | Não concorreu           | Não concorreu           | Não concorreu           | Não concorreu           | Não concorreu | Não concorreu | Não concorreu     | Não concorreu |
| 1992 | Não concorreu  | Não concorreu           | Não concorreu           | Não concorreu           | Não concorreu           | Não concorreu | Não concorreu | Não concorreu     | Não concorreu |
| 1996 | Não concorreu  | Não concorreu           | Não concorreu           | Não concorreu           | Não concorreu           | Não concorreu | Não concorreu | Não concorreu     | Não concorreu |
| 2000 | Não concorreu  | Não concorreu           | Não concorreu           | Não concorreu           | Não concorreu           | Não concorreu | Não concorreu | Não concorreu     | Não concorreu |
| 2004 | Não concorreu  | Não concorreu           | Não concorreu           | Não concorreu           | Não concorreu           | Não concorreu | Não concorreu | Não concorreu     | Não concorreu |
| 2007 | Não concorreu  | Não concorreu           | Não concorreu           | Não concorreu           | Não concorreu           | Não concorreu | Não concorreu | Não concorreu     | Não concorreu |
| 2011 | Não concorreu  | Não concorreu           | Não concorreu           | Não concorreu           | Não concorreu           | Não concorreu | Não concorreu | Não concorreu     | Não concorreu |
| 2015 | Miguel Fonseca | Plataforma dos Cidadãos | Plataforma dos Cidadãos | Plataforma dos Cidadãos | Plataforma dos Cidadãos | 0 / 47        | Novo          | Extra-parlamentar |               |
| 2019 | Não concorreu  | Não concorreu           | Não concorreu           | Não concorreu           | Não concorreu           | Não concorreu | Não concorreu | Não concorreu     | Não concorreu |
| 2023 | Não concorreu  | Não concorreu           | Não concorreu           | Não concorreu           | Não concorreu           | Não concorreu | Não concorreu | Não concorreu     | Não concorreu |
| 2024 | Não concorreu  | Não concorreu           | Não concorreu           | Não concorreu           | Não concorreu           | Não concorreu | Não concorreu | Não concorreu     | Não concorreu |
| 2025 | Paulo Brito    | 13.º                    | 576                     | 0,40%                   | Estável                 | 0 / 47        | Estável       | Extra-parlamentar |               |

## Lista de Presidentes
- Gonçalo Pereira Ribeiro Teles, 1974 – 1988[13]
- Augusto Martins Ferreira do Amaral, 1988 – 1990
- Nuno Cardoso da Silva, 1990 – 1993[14]
- Fernando Manuel Moreira de Sá Monteiro, 1993 – 1997
- Miguel Jorge Pignatelli de Sena Belo de Queirós e Ataíde, 1997 – 2005
- Nuno Maria de Figueiredo Cabral da Câmara Pereira, 2005 – 2010
- Paulo Jorge Abraços Estêvão, 2010 – 2017
- Gonçalo Maria Pacheco da Câmara Pereira, 2017 — presente

## Membros destacados
- Francisco de Barcelos Rolão Preto
- Gonçalo Pereira Ribeiro Teles
- Henrique José Barrilaro Fernandes Ruas
- Miguel Jorge Pignatelli de Sena Belo de Queirós e Ataíde
- Augusto Martins Ferreira do Amaral
- António da Costa de Albuquerque de Sousa Lara
- Nuno Maria de Figueiredo Cabral da Câmara Pereira
- Paulo Jorge Abraços Estêvão
- Gonçalo Maria Pacheco da Câmara Pereira